# Piz Sezner
Piz Sezner är en bergstopp i Schweiz.   Den ligger i regionen Surselva och kantonen Graubünden, i den östra delen av landet, 130 km öster om huvudstaden Bern. Toppen på Piz Sezner är 2 310 meter över havet, eller 238 meter över den omgivande terrängen. Bredden vid basen är 2,6 km.
Terrängen runt Piz Sezner är bergig åt nordost, men åt sydväst är den kuperad. Närmaste större samhälle är Flims, 19,8 km nordost om Piz Sezner. 
I omgivningarna runt Piz Sezner växer i huvudsak blandskog. Runt Piz Sezner är det glesbefolkat, med 8 invånare per kvadratkilometer.